# زاهد شریف
زاهد شریف (انگلیسی: Zahid Shareef؛ زادهٔ ۲۱ اکتبر ۱۹۶۳) بازیکن هاکی روی چمن اهل پاکستان بود.